# Josie Maran
Josie Maran (született Johanna Selhorst Maran) (Menlo Park, 1978. május 8. –) amerikai modell és színésznő.

## Filmjei
- The Final Season (2006) – Polly Hudson
- Need For Speed: Most Wanted (videójáték) (2005) – Mia Townsend
- The Gravedancers (2005) – Kira Hastings
- Aviátor (2004) – Thelma
- Little Black Book (2004) – Lulu Fritz
- Van Helsing (2004) – Marishka
- Swatters (2002) – Susan
- A baj neve: Mallory – The Mallory Effect (2002) – Mallory